# Condado de Albox
El condado de Albox es un título nobiliario español creado por el rey Alfonso XIII en favor de Manuel de Eguilior y Llaguno, ministro de Hacienda, mediante real decreto del 10 de octubre de 1905 y despacho expedido el 20 de diciembre del mismo año, en reconocimiento a su participación en las tareas de reconstrucción de las comarcas almerienses que fueron devastadas durante las inundaciones de 1891.
Su denominación hace referencia a la localidad de Albox, en el valle del Almanzora, provincia de Almería.

## Condes de Albox
|                           | Titular                                         | Periodo                   |
| Creación por Alfonso XIII | Creación por Alfonso XIII                       | Creación por Alfonso XIII |
| ------------------------- | ----------------------------------------------- | ------------------------- |
| I                         | Manuel de Eguilior y Llaguno                    | 1905-1931                 |
| II                        | Manuel María de Eguilior y Puig de la Bellacasa | 1951-2015                 |
| III                       | María Eguilior y Monfort                        | 2016-hoy                  |

## Historia de los condes de Albox
- Manuel de Eguilior y Llaguno (Limpias, Cantabria, abril de 1842-Madrid, 31 de marzo de 1931), I conde de Albox, Gran Cruz de la Orden de Isabel la Católica y de la de Carlos III, senador del Reino, ministro de Hacienda e Instrucción Pública y Bellas Artes, miembro del Consejo del Banco de España y presidente de la Comisión Inspectora de la Deuda Pública.[1][2]

El 8 de junio de 1951 le sucedió su sobrino nieto, nacido de Manuel María de Eguilior y Rodríguez —quien a su vez era hijo del hermano del primer conde, Gregorio de Eguilior y Llaguno, casado con María del Carmen Rodríguez y Avial— y su esposa Mercedes Puig de la Bellacasa y Blanco:
- Manuel María de Eguilior y Puig de la Bellacasa (m. 2015), II conde de Albox.[1]

Casó con Ana María de Montfort y Gómez-Rodulfo. El 26 de enero de 2016, previa orden del 18 de diciembre de 2015 para que se le expida la correspondiente carta de sucesión (BOE del 6 de enero), le sucedió su hija:
- María Eguilior y Monfort, III condesa de Albox.[3]

Casó con Diego de la Torre Berruga.